# پمپ توربومولکولی

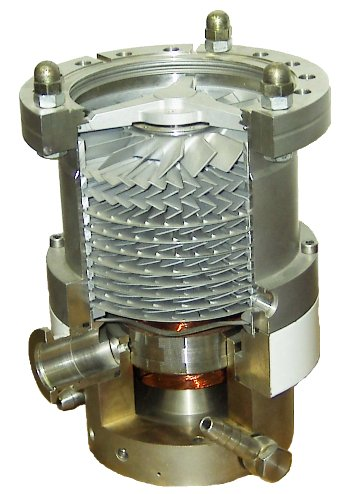
نمایی برش خورده از داخل یک پمپ توربومولکولی

پمپ توربومولکولی (به انگلیسی: Turbomolecular pump) نوعی پمپ خلاء است که ظاهری شبیه به توربوپمپ‌ها دارد که برای ایجاد و حفظ خلاء بالا استفاده می‌شود. پمپ توربومولکولی بر اساس این اصل کار می‌کند که می‌توان با برخورد مکرر مولکول‌های گاز با یک سطح جامد در حال حرکت به آنها در یک جهت مشخص مومنتوم ایجاد کرد. در پمپ توربومولکولی برای ایجاد خلاء، یک فن روتوری با سرعت بالا دوران می‌کند و مولکول‌های گاز را از سمت ورودی به سمت خروجی «شلیک» می‌کند.

## ماکزیمم فشار

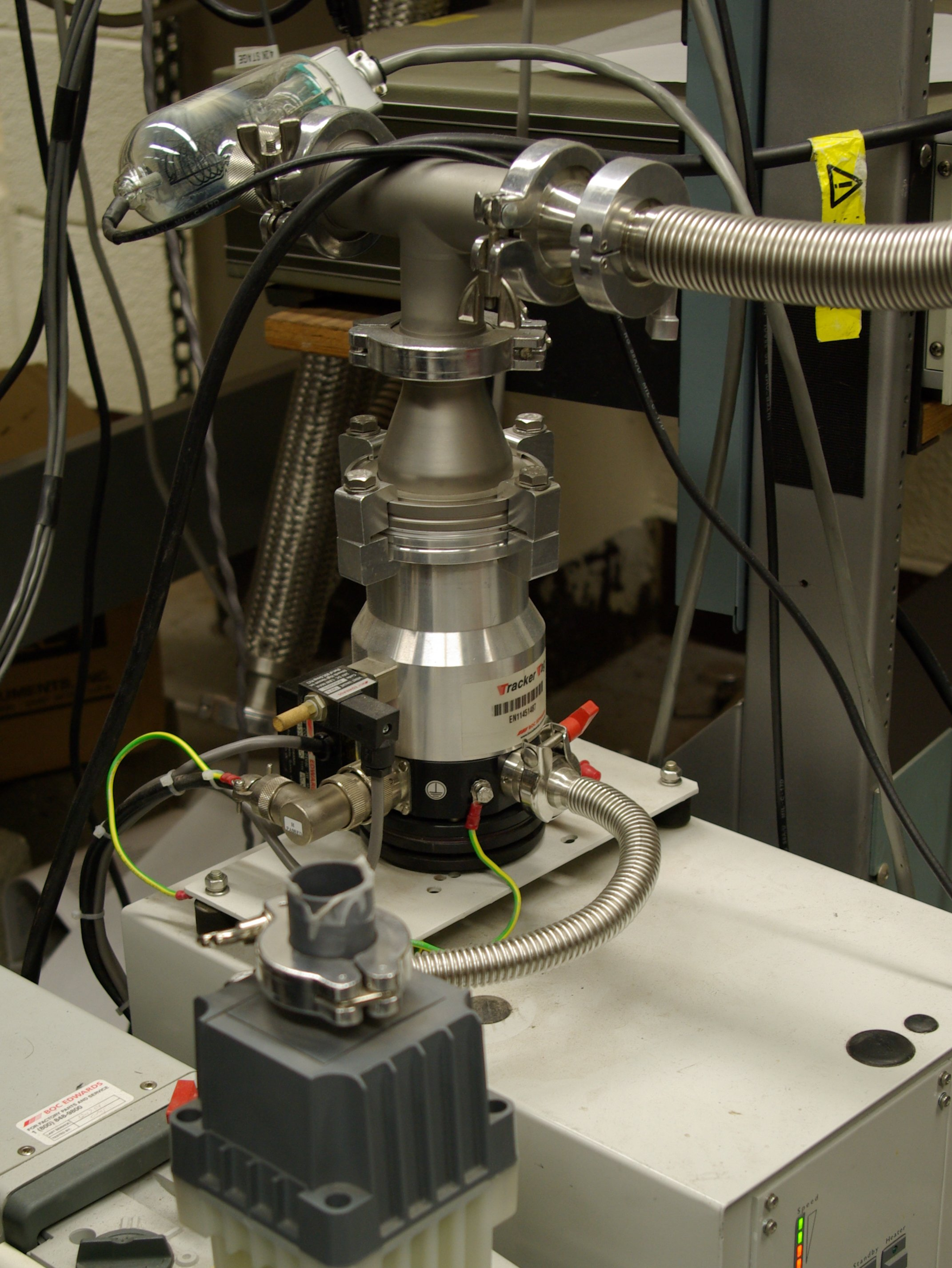
یک پمپ توربومولکولی که به یک گیج یونیزاسیون خلاء برای فشارسنجی متصل شده‌است

در فشارهای اتمسفریک طول پویش آزاد متوسط هوا تقریباً ۷۰ نانومتر است. پمپ توربومولکولی فقط در حالتی می‌تواند کار کند که مولکول‌هایی شلیک شده توسط پره‌های متحرک قبل از اینکه با مولکول دیگری تماس پیدا کنند به پره‌های ساکن برسند. برای رسیدن به حالت، فاصله بین پره‌های ساکن و متحرک باید کمتر یا مساوی طول پویش آزاد متوسط باشد.

## تاریخچه
پمپ توربومولکولی توسط W.Becker در سال ۱۹۵۸ اختراع شد. ساخت این طرح بر پایه پمپ‌های کششی قدیمی تر که توسط ولفگنگ گید در سال ۱۹۱۳ ساخته شده بود، انجام شده‌است.